# Český slavík Mattoni 2017
Dvacáté druhé udílení Českého slavíka Mattoni se konalo 25. listopadu v Hudebním divadle Karlín. Předávání bylo vysíláno televizí Nova od 20:20 středoevropského času a moderoval ho Ondřej Sokol. Mimořádnou cenu Slavíka pro výjimečnou osobnost získala zpěvačka Marta Kubišová, která v roce 2017 ukončila svou pěveckou kariéru.
Vyhlášení výsledku diváckého hlasování provázela kontroverze. Ve skutečnosti získala nejvíce hlasů skupina Ortel poté, co se její ideoví sympatizanti zorganizovali na sociálních sítích. Pořadatelská agentura takové jednání vyhodnotila jako porušení soutěžních pravidel, a proto skupině a jejímu frontmanovi započítala počet hlasů z minulého ročníku soutěže, v kterém takové jednání nezaznamenala. Tímto krokem změnila konečné pořadí v anketách zpěvák a skupina roku. Generální sponzor ankety Karlovarské minerální vody se od postupu organizátorů ankety distancoval na svém facebookovém profilu.
Tato kauza vedla k několikaletému přerušení udílení cen hudební popularity Český slavík a odstoupení hlavního organizátora soutěže.

## Vítězové

### Zpěvák
- Karel Gott (40 529)
- Michal David[p. 1] (17 993)
- Tomáš Ortel (31 086, započteno 16 432 z roku 2016)[p. 1]
- Tomáš Klus (15 860)
- Richard Krajčo (9 549)

### Zpěvačka
- Lucie Bílá (41 302)
- Ewa Farna (30 676)
- Lucie Vondráčková (28 835)
- Anna K. (10 327)
- Věra Špinarová (9 734)

### Skupina
- Kabát[p. 2] (31 072)
- Ortel (36 146, započteno 20 245 z roku 2016)[p. 2]
- Chinaski (18 738)
- Kryštof (17 878)
- Slza (15 859)

### Slavíci bez hranic
- No Name

### Objev roku
- Mirai

### Nejstreamovanější česká skladba
- Mirai – „Když nemůžeš, tak přidej víc“

### Nejoblíbenější píseň posluchačů Rádia Impuls
- Mirai – „Když nemůžeš, tak přidej víc“

### Absolutní slavík
- Lucie Bílá

## Seznam písní
- Lucie Bílá - ?
- Marek Ztracený - Léto '95
- Pekař - Bůh
- Pavel Callta - Nebe
- Olympic - Dej mí víc své lásky
- Ewa Farna - Vánoce na míru
- Marta Kubišová - Modlitba pro Martu

## Předávající
- Vladimír Polívka předal cenu Bronzovou slavici v kategorii zpěvačka
- Josef Dostál předal cenu Stříbrnou slavici v kategorii zpěvačku
- Juraj Kukura předal cenu pro Zlatou slavici v kategorii zpěvačka
- Andrea Růžičková předala cenu pro Slavíky bez hranic
- Jiří Hrabák předal cenu Nejoblíbenější píseň Rádia Impuls
- Anna K a Jaroslav Těšinský předali cenu pro Bronzového slavíka v kategorii kapela
- Tomáš Matonoha předla cenu pro Stříbrného slavíka v kategorii kapela
- Marta Jandová a Milan Peroutka předali cenu pro Zlatého slavíka v kategorii kapela
- Kazma a Michal David předali cenu pro Nejstreamovanější skladbu
- Martin Carev (Jmenuju se Martin) předal cenu Objev roku
- Jitka Schneiderová předala Bronzového slavíka v kategorii zpěvák
- Lucie Borhyová a Rey Koranteng předali cenu Stříbrného slavíka v kategorii zpěvák
- Lucie Bílá předala cenu Zlatého slavíka v kategorii zpěvák
- Karel Gott předal cenu v nově vymyšlené kategorii Výjimečná osobnost populární hudby a také předal cenu Absolutní slavík

## Kontroverze
Ze soutěže byl pořadateli vyřazen také česko-švédský zpěvák Joakim Brodén z kapely Sabaton. Zpěvák Radek Banga nedostal na ceremoniál pozvání.
Ročník poznamenala aféra s neuznáním hlasů za rok 2017 pro skupinu Ortel a Tomáše Ortela. Agentura obvinila hlasující z nefér jednání a uznala počet hlasů podle hlasování v anketě pro rok 2016. V reakci na to někteří ocenění cenu vrátili.